# الدوري الموريتاني الممتاز
الدوري الموريتاني الممتاز أو بطولة سوبر 1 هو الدوري المحلي لكرة القدم بين الأندية الموريتانية. وقد تم تأسيسها سنة 1956. تعد الدرجة الأولى من الدوري الممتاز أعلى منافسة رياضية في موريتانيا. 
يتكون الدوري من 14 ناديا موريتانيا، إضافة إلى ناديي الهلال والمريخ السودانيين؛ يلعب كل فريق مرتين ذهابا وإيابا، ويهبط محتلّا المركز الأخير وما قبل الأخير إلى دوري الدرجة الثانية، ويصعد حائزا المركز الأول والثاني في دوري الدرجة الثانية.

## الإنجازات حسب النادي
| نادي               | مدينة   | ألقاب | سنوات تحقيق البطولة                                             |
| ------------------ | ------- | ----- | --------------------------------------------------------------- |
| نادي نواذيبو       | نواذيبو | 11    | 2001, 2002, 2011, 2013, 2018,2014, 2019, 2020 ,2021, 2022, 2023 |
| جمعية الشرطة       | نواكشوط | 7     | 1981, 1982, 1986, 1987, 1988, 1990, 1991                        |
| جمعية الحرس الوطني | نواكشوط | 7     | 1976, 1977, 1978, 1979, 1984, 1994, 1998                        |
| جمعية لكـصر        | نواكشوط | 5     | 1983, 1985, 1992, 1993, 2004                                    |
| نصر السبخة         | نواكشوط | 3     | 2003, 2005, 2007                                                |
| نادي تفرغ زينة     | نواكشوط | 3     | 2012, 2015, 2016                                                |
| جمعية اسنيم        | نواذيبو | 2     | 2009, 2010                                                      |
| نادي موريتل        | نواكشوط | 2     | 2000, 2006                                                      |
| جمعية الوئام       | نواكشوط | 2     | 2008, 2017                                                      |
| نادي الترارزة      | روصو    | 1     | 1999                                                            |
| جمعية سونيليك      | نواكشوط | 1     | 1995                                                            |

## وصلات خارجية
لم يتم العثور على روابط لمواقع التواصل الاجتماعي.

- تاريخ البطولة - rsssf.com